# Martaban
Martaban, que le régime birman actuel écrit Mottama, est une ville du district de Thaton dans l'état Môn, dans le sud de la Birmanie. Elle est située sur la rive droite de la Salouen, à l'endroit où celle-ci se jette dans le golfe de Martaban (mer d'Andaman).
Martaban était le terminus de la route et de la voie ferrée de Rangoun, jusqu'à l'ouverture du pont qui la relie à Moulmein (Pont sur la Salouen, 18 avril 2005).

## Histoire
La tradition veut que Martaban ait été fondée en 573 apr. J.-C. par le premier roi de Pégou. Elle fut la première capitale du royaume d'Hanthawaddy de 1287 à 1324, puis de 1348 à 1363.
Au XVIe siècle, c'était un comptoir commercial fréquenté par les Européens. On y fabriquait un type de jarre appelé "jarre de Pégou".
Les Anglais ont conquis la ville au cours des deux premières guerres anglo-birmanes, d'abord en 1824 puis en 1852.